# Starszy ratownik wodny
Starszy ratownik wodny – najwyższy zawodowy stopień ratowniczy w hierarchii stopni WOPR. Starsi ratownicy wodni podlegają weryfikacji zawodowej raz na 3 lata. Uprawnienie do pracy na kąpieliskach, pływalniach krytych i odkrytych oraz w czasie imprez na wodach i nad wodami zgodnie z obowiązującymi przepisami, obowiązujące do roku 2012. Ustawą o bezpieczeństwie osób przebywających na obszarach wodnych od 1 stycznia 2012 wprowadzono tylko jedno uprawnienie – ratownik wodny, zastępując wszystkie istniejące uprawnienia z zakresu ratownictwa wodnego.

## Historia
Przed 2012 rokiem do nadawania stopni w ratownictwie oraz określania uprawnień do prowadzenia działań ratowniczych były uprawnione specjalistyczne organizacje ratownicze. W przypadku ratownictwa wodnego katalog stopni i uprawnień w ratownictwie wodnym został ustalony w 2009 przez prezydium Zarządu Głównego WOPR, wymieniając aż 6 stopni ratowniczych:
1) młodszy ratownik WOPR;
2) ratownik WOPR.
3) ratownik wodny pływalni;
4) ratownik wodny śródlądowy;
5) ratownik wodny morski;
6) starszy ratownik wodny.
Powyższe stopnie zachowały ważność w ratownictwie wodnym, jeśli zostały nadane bądź też ich uzyskiwanie zostało rozpoczęte przed 1 stycznia 2012. Od 2012 roku, a ściślej od dnia 3 lipca 2012, obowiązują przepisy rozporządzenia Ministra Spraw Wewnętrznych z dnia 21 czerwca 2012 r. w sprawie
szkoleń w ratownictwie wodnym. Przewidują one jedno minimum 63-godzinne szkolenie ratownika wodnego. Jednakże Wodne Ochotnicze Pogotowie Ratunkowe zachowało dotychczasowe stopnie, które należy od tej pory traktować jako wewnętrzną hierarchię organizacji (potwierdzenie utrzymania stopni można znaleźć m.in. w uchwale ZG WOPR z dnia 28 marca 2015 r.).

## Wymogi formalne do rozpoczęcia kursu
- uczestnik ma mieć ukończony 19. rok życia
- uczestnik ma posiadać:
  - co najmniej dwa stopnie ratownika wodnego
  - ważną legitymację członka WOPR
  - ważne karty identyfikacyjne ratownika wodnego
  - udokumentowane odbycie stażu co najmniej 200 h pracy w stopniu ratownika WOPR, w tym co najmniej 50 h na wodach śródlądowych, 50 h na kąpieliskach zlokalizowanych na wodach morskich, 50 h na pływalniach lub parkach wodnych. Pływalnie, parki wodne oraz kąpieliska powinny posiadać pozytywną opinię WOPR
  - wypełnioną kartę kandydata na kurs przygotowujący do egzaminu na stopień starszego ratownika wodnego
  - tytuł ratownika zgodnie z ustawą o PRM lub posiadać tytuł: lekarza systemu, pielęgniarki systemu, ratownika medycznego
  - trzy patenty lub uprawnienia przydatne w ratownictwie wodnym:
    - motorowodne (np. sternik motorowodny)
    - żeglarskie (np. żeglarz jachtowy)
    - nurkowania swobodnego (z wyłączeniem płetwonurka młodzieżowego)
    - trenera lub instruktora pływania
    - przewodnika turystyki kajakowej
    - akredytowane szkolenia specjalistyczne WOPR

## Uprawnienia (do 2012)
Starszy ratownik wodny mógł:
- pracować w parkach wodnych i pływalniach oraz na kąpieliskach (o ile spełnia łącznie wszystkie pozostałe warunki Ustawy z dnia 18 sierpnia 2011 r. o bezpieczeństwie osób przebywających na obszarach wodnych)[2]
- pełnić funkcję kierownika zespołów ratowników
- udzielać Kwalifikowanej Pierwszej Pomocy zgodnie z definicją ustawy o PRM.